# Nadia Hasnaoui

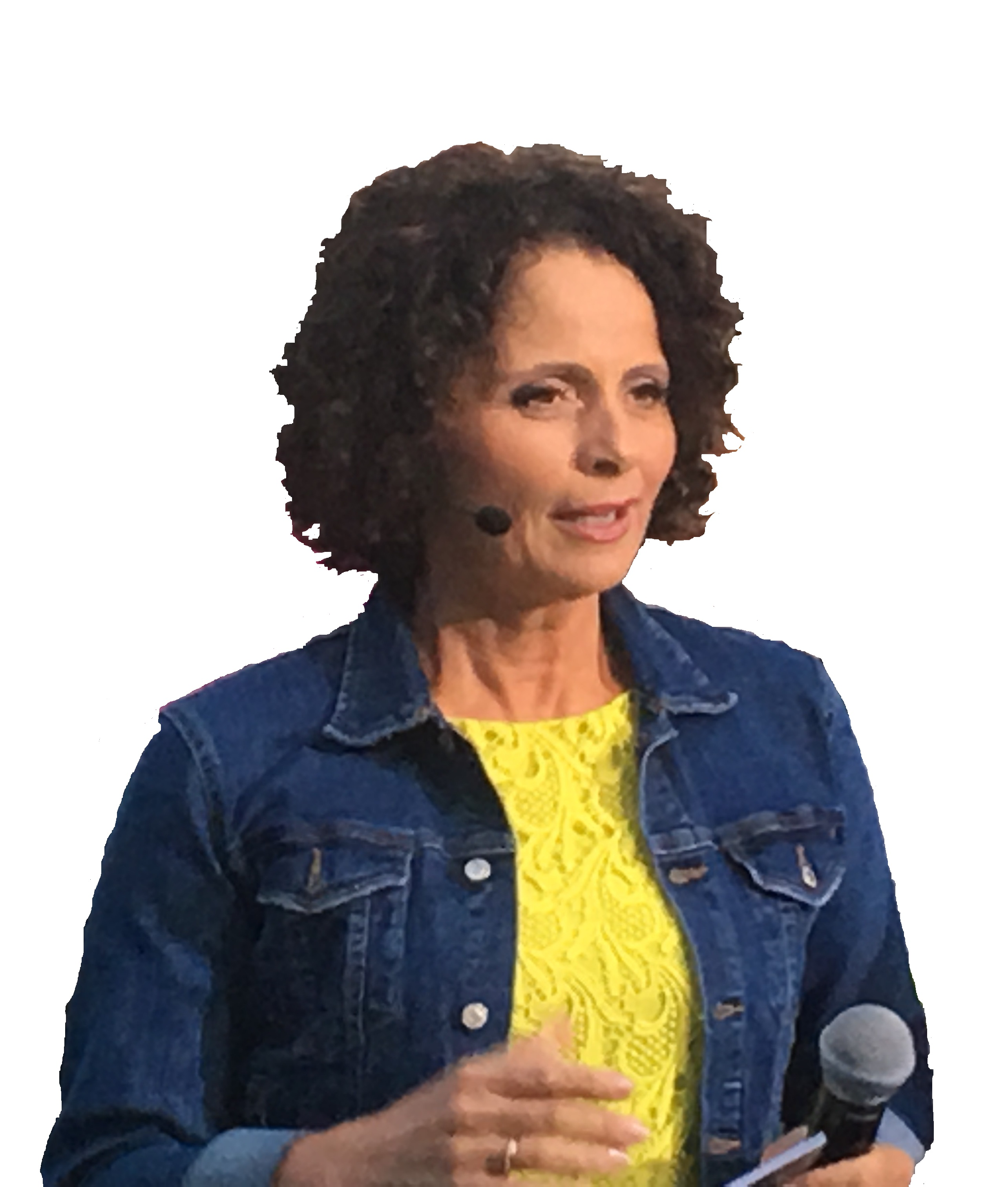
Nadia Hasnaoui, 2016

Nadia Hasnaoui (* 10. Juni 1963 in Marokko) ist eine norwegische Fernsehmoderatorin.

## Biografie
Nadia Hasnaoui wurde 1963 in Marokko als einziges Kind einer norwegischen Mutter und eines marokkanischen Vaters geboren. Ihr Großvater ist der norwegische Ökonom und Nobelpreisträger Ragnar Frisch (1895–1973). Nach der Scheidung der Eltern zog sie als 4-Jährige mit ihrer Mutter im Jahr 1967 nach Norwegen und unterhielt keinen Kontakt mehr zu ihrem Vater. Sie besuchte einen französischsprachigen Kindergarten und bis zur 4. Klasse eine französischsprachige Schule, ehe sie Sprachkurse in Norwegisch nahm. Im Alter von 18 Jahren erhielt Hasnaoui die norwegische Staatsangehörigkeit.
Obwohl Hasnaoui über keine professionelle Ausbildung verfügte, war sie in den 1980er Jahren als Tänzerin tätig. Sie erschien unter anderem im Alter von 21 Jahren in dem Musical Annie Get Your Gun am Bergener Theater Den Nationale Scene. Auch arbeitete sie als Französisch-Übersetzerin für die Polizei.
Seit Anfang der 1990er Jahre ist Hasnaoui als Moderatorin für das norwegische Fernsehen tätig. Sie begann ihre Karriere 1991 mit der Moderation der Kindersendung Myggen des staatlichen Senders NRK. Im Jahr 1993 wechselte sie zum norwegischen Privatsender TV 2. Dort moderierte sie zahlreiche erfolgreiche Fernsehformate, darunter das Frühstücksfernsehen God morgen, Norge und die Ratgebersendung Jakten på det gode liv (1999) für die sie rund um die Welt reiste. 2001 interviewte sie zum zehnjährigen Thronjubiläum den norwegischen König Harald V. Ab 2003 erhielt sie ihre eigene Talkshow Hasnaoui, in der sie samstagabends bekannte Gäste wie den schwedischen Schriftsteller Henning Mankell oder den norwegischen Eishockeyspieler Espen Knutsen zum zwanglosen Gespräch empfing. Nachdem das Format aufgrund geringer Einschaltquoten zu Gunsten einer freizügigen amerikanischen Reality-Show eingestellt worden war, wechselte Hasnaoui zurück zu NRK.
Seit 2006 moderiert Hasnaoui auf NRK die populäre Quizshow Kvitt eller dobbelt. Im Jahr 2007 folgte gemeinsam mit Claus Wiese die Moderation bei dem Format Topp 10, bei dem das norwegische Volk Favoriten in zehn verschiedenen Kategorien wählte. Im Jahr 2010 wurde Hasnaoui nach einer Publikumsabstimmung als dritte Moderatorin neben Erik Solbakken und Haddy N’jie ausgewählt, den 55. Eurovision Song Contest in Oslo zu moderieren. Dort war sie unter anderem für die Moderation der Punktevergabe verantwortlich. Zuvor hatte Hasnaoui im Jahr 2004 den Junior Eurovision Song Contest in Lillehammer komoderiert. 2011 verlas sie die norwegische Punktevergabe für den Eurovision Song Contest 2011 in Düsseldorf, ein Jahr später die Punkte für den Eurovision Song Contest 2012 in Baku.
Parallel zu ihrer Fernsehkarriere studierte Hasnaoui Mathematik und Informatik. Sie kritisierte öffentlich den Trend zu Reality-Shows wie Big Brother.
Nadia Hasnaoui ist seit 1991 mit dem vier Jahre älteren norwegischen Schauspieler Kim Haugen verheiratet, den sie 1985 bei der Arbeit an Annie Get Your Gun kennenlernte und lebt mit ihm in Ullevål Hageby, in der Nähe von Oslo. Sie ist Mutter von drei Kindern. Ihre erstgeborene Tochter starb an einer Streptokokken-Infektion. Sie veröffentlichte mehrere Bücher, darunter 2003 ein Kochbuch für Familien. Neben Norwegisch spricht sie fließend Französisch und Englisch.